# Blauwe melkbekerzwam
De blauwe melkbekerzwam (Peziza saniosa) is een schimmel behorend tot de familie Pezizaceae. Deze terrestrische saprotroof komt voor in loofbossen op kalkrijke leem.

## Kenmerken
Bij jonge exemplaren bolvormig, dan diep komvormig, bij oudere exemplaren verspreid. Diameter tot 3 cm. De binnenste, vruchtbare kant varieert in kleur van donkerbruin met een blauwachtige tint tot zwartpaars.
De asci zijn cilindrisch, 8-sporig en meten 360–400 × 14–15 µm. De ascosporen nauw ellipsoïde, enigszins versmald aan de polen, eenzijdig, hyaliene, met twee grote ingewanden, ornamentatie bestaat uit bestaat uit kleine wratten tot uitgestrekte richels en de sporenmaat is 15,5–16,2 × 7,5–8,2 µm.

## Vergelijkbare soorten
De adellijke bosbekerzwam (Peziza badiofusca) is vergelijkbaar, maar kan ook worden verward met de bruine bekerzwam (Peziza badia) en verschillende andere soorten. Bepaalde bepaling van de soort vereist microscopische determinatie, vooral de ornamentatie van de sporen na kleuring met methylblauw of lactofenol.

## Verspreiding
De paddenstoel komt alleen voor in Europa en Nieuw-Zeeland. In Nederland komt hij zeer zeldzaam voor.